# Chino ping
El ping o pinghua (en chino, 平话; pinyin, pínghuà; literalmente, ‘habla ping’) es una variedad de chino hablada en partes de Guangxi y Hunan. Antiguamente era clasificada dentro del chino yue, la rama que incluye al cantonés, pero desde hace medio siglo se considera una rama primaria del chino. Muchos hablantes de ping son de la etnia zhuang, no de la han. El ping se divide en dos: el septentrional (guìběi, que se ubica alrededor de Guilin) y el meridional (guìnán, alrededor de Nanning). Pinghua tiene varias características notables, como los cuatro tonos del mandarín, sílabas cerradas y varias palabras zhuang tales como la partícula final "wei" en oraciones imperativas.

## Historia
Análisis lingüísticos hechos en Guangxi durante la década de 1950 evidenciaron la existencia de hablas del chino que eran clasificadas como yue y sin embargo eran muy diferentes de las de Guangdong. El "pinghua" fue designado como un grupo dialectal separado del yue cantonés por la Academia China de Ciencias Sociales en la década de 1980 y desde entonces ha sido tratado como un dialecto aparte en los libros de texto. Sin embargo, Pinghua no es un idioma aparte por etnología. Desde su designación como un dialecto distinto se ha producido una mayor investigación del Pinghua. 
En la década de 1980 se cuantificó el número de hablantes a más de 2 millones.

## Comparación léxica
Los numerales en diferentes variedades de chino ping son:
| GLOSA | Nanning | Lingui | PROTO- PING |
| ----- | ------- | ------ | ----------- |
| '1'   | ɐt33    | iə44   | *jət4       |
| '2'   | ŋi223   | ŋi31   | *ŋi         |
| '3'   | ɬam41   | suon31 | *sam31      |
| '4'   | ɬi55    | si55   | *si55       |
| '5'   | ŋ13     | ŋ33    | *ŋ          |
| '6'   | løk24   | ljɑu31 | *ljɑu       |
| '7'   | tsʰɐt33 | tsʰə44 | *tsʰət4     |
| '8'   | pat33   | puə55  | *pat5       |
| '9'   | kou33   | kjɑu33 | *kjɑu3      |
| '10'  | ɕɐp22   | sə31   | *ɕəp        |
Los numerales en ping de Nanning guardan muchas similitudes con el cantonés estándar.